# Municipio de Santiago Ayuquililla
El municipio de Santiago Ayuquililla es uno de los 570 municipios en los que se encuentra dividido el estado mexicano de Oaxaca. Se encuentra al noroeste del estado y su cabecera es el pueblo del mismo nombre.

## Geografía
Santiago Ayuquililla es un municipio pequeño, alcanzado únicamente una extensión territorial total de 90.13 kilómetros cuadrados; se encuentra localizado en el extremo noroeste del estado en sus límites con el de Puebla y forma parte de la Región Mixteca y del distrito de Huajuapan. Sus coordenadas geográficas extremas son 17°50′ - 18°0′ de latitud norte y 97°54′ - 98°4′ de longitud oeste. La altitud que se registra en el territorio va de los 1200 a los 2200 metros sobre el nivel del mar.
El municipio limita al noreste con el municipio de San José Ayuquila, que se encuentra totalmente rodeado por el territorio de Santiago Ayuquililla; al oeste y sur limita con el municipio de San Miguel Amatitlán y al sureste con el municipio de Heroica Ciudad de Huajuapan de León. Al noroeste y al norte limita con el estado de Puebla, al noroeste con el municipio de Chila y al norte con el municipio de San Pedro Yeloixtlahuaca.

## Demografía
La población total del municipio de acuerdo con el Censo de Población y Vivienda realizado en 2010 por el Instituto Nacional de Estadística y Geografía, es de 2 748 habitantes, de los que 1 284 son hombres y 1 464 son mujeres.
La densidad de población asciende a un total de 30.49 personas por kilómetro cuadrado.

### Localidades
El municipio incluye en su territorio un total de 8 localidades. Las principales y su población de acuerdo al censo de 2010 son:
| Localidad                    | Población (2010) |
| ---------------------------- | ---------------- |
| Santiago Ayuquililla         | 1 449            |
| Santa Catarina Estancia      | 764              |
| Mogote Colorado (San Isidro) | 303              |
| Guadalupe de Benito Juárez   | 167              |
| Pájaro Madrugador            | 58               |
| Rancho Viejo                 | 7                |
| Total Municipio              | 2 748            |

## Política
El gobierno del municipio de Santiago Ayuquililla es electo mediante el principio de partidos políticos, con en la gran mayoría de los municipios de México. El gobierno le corresponde al ayuntamiento, conformado por el presidente municipal, un síndico y el cabildo integrado por cuatro regidores y sus respectivos suplentes. Todos son electos mediante voto universal, directo y secreto para un periodo de tres años que pueden ser renovables para un periodo adicional inmediato.

### Subdivisión administrativa
El municipio para su régimen interior cuenta con la agencia municipal de Santa Catarina Estancia y la agencia de policía de Guadalupe de Benito Juárez. Dichas autoridades son electas mediante voto popular directo para ejercerlo por el periodo de un año.

### Representación legislativa
Para la elección de diputados locales al Congreso de Oaxaca y de diputados federales a la Cámara de Diputados federal, el municipio de Santiago Ayuquililla se encuentra integrado en los siguientes distritos electorales:
Local:
- Distrito electoral local de 6 de Oaxaca con cabecera en Heroica Ciudad de Huajuapan de León.[4]

Federal:
- Distrito electoral federal 3 de Oaxaca con cabecera en Heroica Ciudad de Huajuapan de León.[5]